# Adolf Jenckel

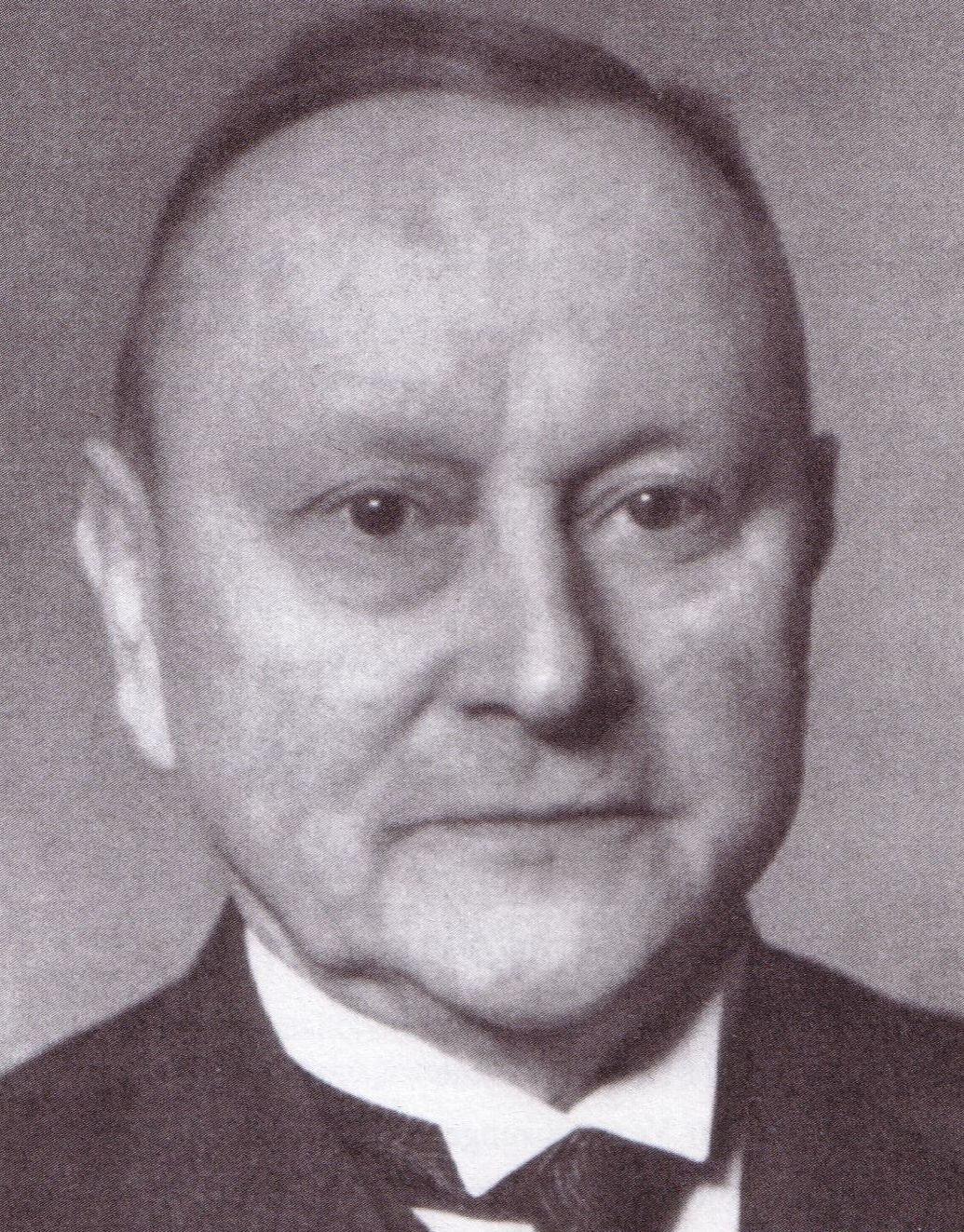
Adolf Jenckel

Adolf Jenckel (* 6. September 1870 in Lüneburg; † 28. Februar 1958 in Hamburg) war ein deutscher Chirurg in Altona und Göttingen.

## Leben

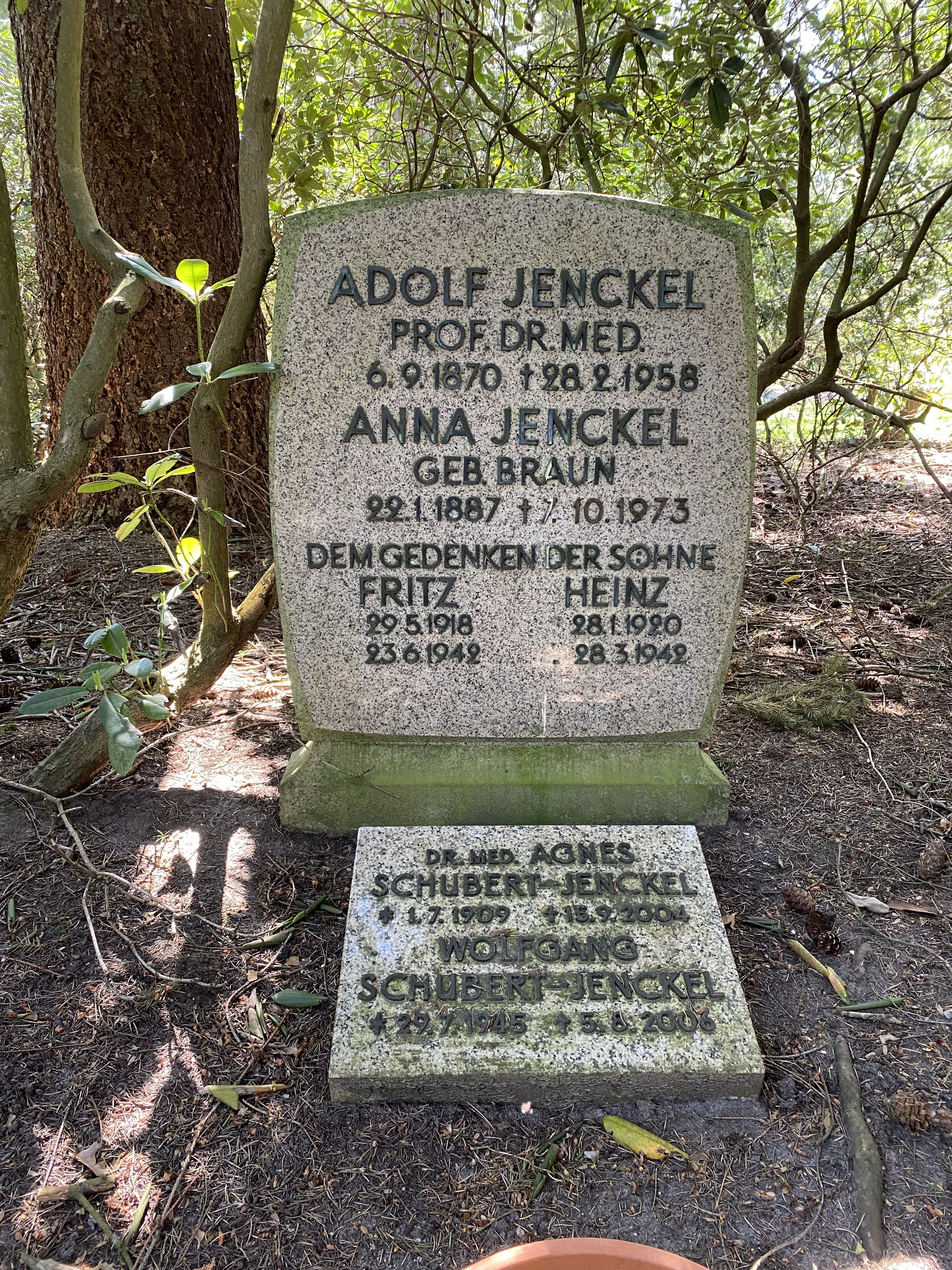
Grabstätte auf dem Friedhof Altona

Jenckel besuchte das Johanneum Lüneburg und das Realgymnasium I in Hannover, das er 1891 mit dem Reifezeugnis verließ. Er begann an der Georg-August-Universität Göttingen Medizin zu studieren und wurde 1889 im Corps Bremensia recipiert. Als Inaktiver wechselte er an die Julius-Maximilians-Universität Würzburg, die Friedrich-Wilhelms-Universität zu Berlin und die Christian-Albrechts-Universität zu Kiel. Mit einer ophthalmologischen Doktorarbeit wurde er 1897 in Kiel zum Dr. med. promoviert. Nach anderthalb Jahren in der Göttinger Pathologie ging er für kurze Zeit an die Chirurgische Klinik der Friedrichs-Universität Halle. Von 1899 bis 1910 arbeitete er in der Göttinger Chirurgie, wo er sich 1902 habilitierte. Von 1910 bis zu seiner Pensionierung 1935 war er Chefarzt der Chirurgischen Abteilung vom Alten Krankenhaus Altona. 1912, 1920, 1924, 1928 und 1932 leitete er die 10., 20., 27., 37. und 45. Tagung der Vereinigung  Nordwestdeutscher Chirurgen.
Das Hauptgebäude des Alten Altonaer Krankenhauses im August-Lütgens-Park trägt Jenckels Namen. Die Anlage steht seit den 1980er Jahren unter Denkmalschutz. Im Jenckelhaus ist unter anderem die Hamburger Fachschule für Sozialpädagogik untergebracht.
Seine letzte Ruhestätte erhielt Adolf Jenckel auf dem Friedhof Altona (Feld 12 F). 